# Mir Mohsun Navvab
Mir Mohsun Navvab (en azéri : Mir Möhsün Nəvvab, né en 1833 à Chucha et mort en 1918) est un peintre azerbaïdjanais, calligraphe, théoricien de la musique, poète.

## Éducation
Navvab, personne instruite et polyvalente, fait ses études primaires dans une école de théologie. Il maîtrise l'arabe, le persan et le turc. A la madrassa Abbas Saradjaly, il étudie l'astronomie, la chimie, les mathématiques et possède un laboratoire de chimie et deux télescopes.
En 1899, il écrit le livre Kifayatul-atfal, qui est publié en tant que manuel. Dans ce livre, Navvab développe des tableaux sur le placement des corps célestes et des éclipses solaires. Les activités éducatives de Navvab ont contribué au développement de la culture azerbaïdjanaise. La section consacrée aux mugams est du plus grand intérêt dans le travail de Navvab. Navvab réunit les mughams connus à cette époque au Karabakh :  Rast, Mahur, Shahnaz, Rahavi (ou Rahab), Tchahargar et  Nava dans un système particulier et utilise le terme dastgah. Il enseigne également dans les écoles - mektebakh et publie plus de vingt livres sur diverses branches de la science et de l'art.

## Activité artistique
Navvab participe à la vie culturelle et sociale de la ville. Il écrit de la poésie et publie des livres dans son imprimerie.  Il crée des collections musicales - Medjlis. Ces Medjlises sont suivies par des poètes et des chanteurs de l'époque, tels qu'Abdullah bey Asi, Machadi Djamil Amirov, Islam Abdullaev, Seyid Chouchinski.
C'est un célèbre peintre azerbaïdjanais de l'époque sans éducation artistique professionnelle. Dans le domaine des beaux-arts, Navvab crée plusieurs dessins à l'aquarelle, des miniatures de livres et des motifs sur plusieurs bâtiments et mosquées de Chucha. Des peintures murales ornementales, des dessins représentant des fleurs et des oiseaux sont caractéristiques de son travail, ainsi que des illustrations pour ses propres manuscrits (Bahr-ul Khazan- Mer des Douleurs, 1864). Le Portrait de Timur, réalisé par lui à l'aquarelle en 1902 et conservé au Musée d'art d'Azerbaïdjan à Bakou, est également intéressant. Dans le hall du musée mémorial de l'artiste à Chucha, il y avait des peintures murales réalisées par Navvab en 1886.

## Œuvre
Il écrit le premier ouvrage sur la musique azerbaïdjanaise publié en Azerbaïdjan - Vuzuh ul-argam (Clarification des nombres, 1913). Pour créer cette œuvre, Navvab s'appuie sur les recherches d'éminents philosophes et musiciens de l'Orient musulman médiéval (Al-Farabi, Ibn Sina, Safi ad-din, Maragui) et de l'Antiquité (Platon, Aristote).
Parmi ses œuvres, Tazkireyi-Navvab, publié à Bakou en 1913, est d'un grand intérêt, qui contient des informations détaillées sur la vie et l'œuvre de plus d'une centaine de poètes du Karabakh du XIXe siècle. Son œuvre Kashful-hagigati-mansavi est également connue.
Son œuvre Nasihatnam contient plus de cinq cents instructions en chimie. Ses opinions éthiques sont également reflétées dans les œuvres Nuryul-Anvar et Pandname.